# Roinville, Essonne
Roinville är en kommun i departementet Essonne i regionen Île-de-France i norra Frankrike. Kommunen ligger i kantonen Dourdan som tillhör arrondissementet Étampes. År 2022 hade Roinville 1 314 invånare.

## Befolkningsutveckling
Antalet invånare i kommunen Roinville
| Referens: INSEE |